# Nele (voilier)
La Nele est un voilier belge construit en 2005, fidèle reconstitution d'une chaloupe dundee flamande traditionnelle à deux mâts, adapté aux normes de sécurité et au confort moderne des passagers. Ce type d'embarcation était notamment utilisé par les pêcheurs ostendais entre 1820 et 1930.
Basé à Ostende, il sert de bateau de croisière ou de promenade pour 25 personnes (maximum) et offre plus de 200 mètres carrés aménagés luxueusement, disposant notamment d'un équipement hight-tech (écran plat, branchement pour un ordinateur portable, etc.).
Il participe à la Fête de la mer de Boulogne-sur-Mer tous les deux ans depuis 2007.

## Galerie

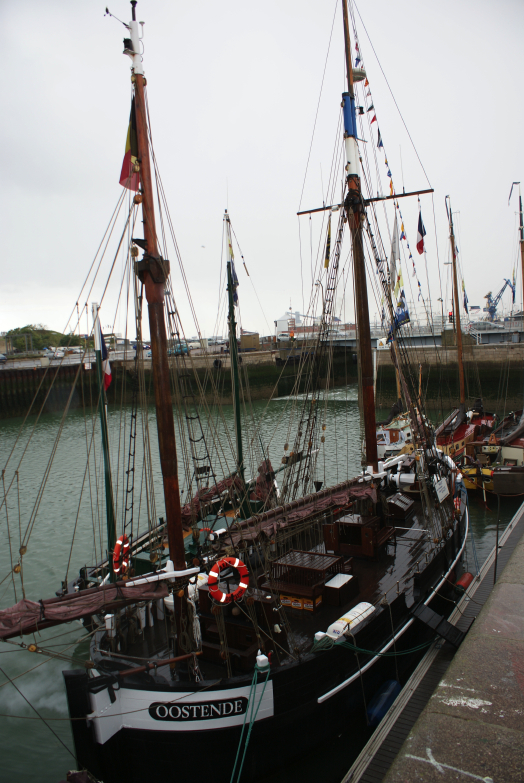
2009 - La Nele (vue arrière)
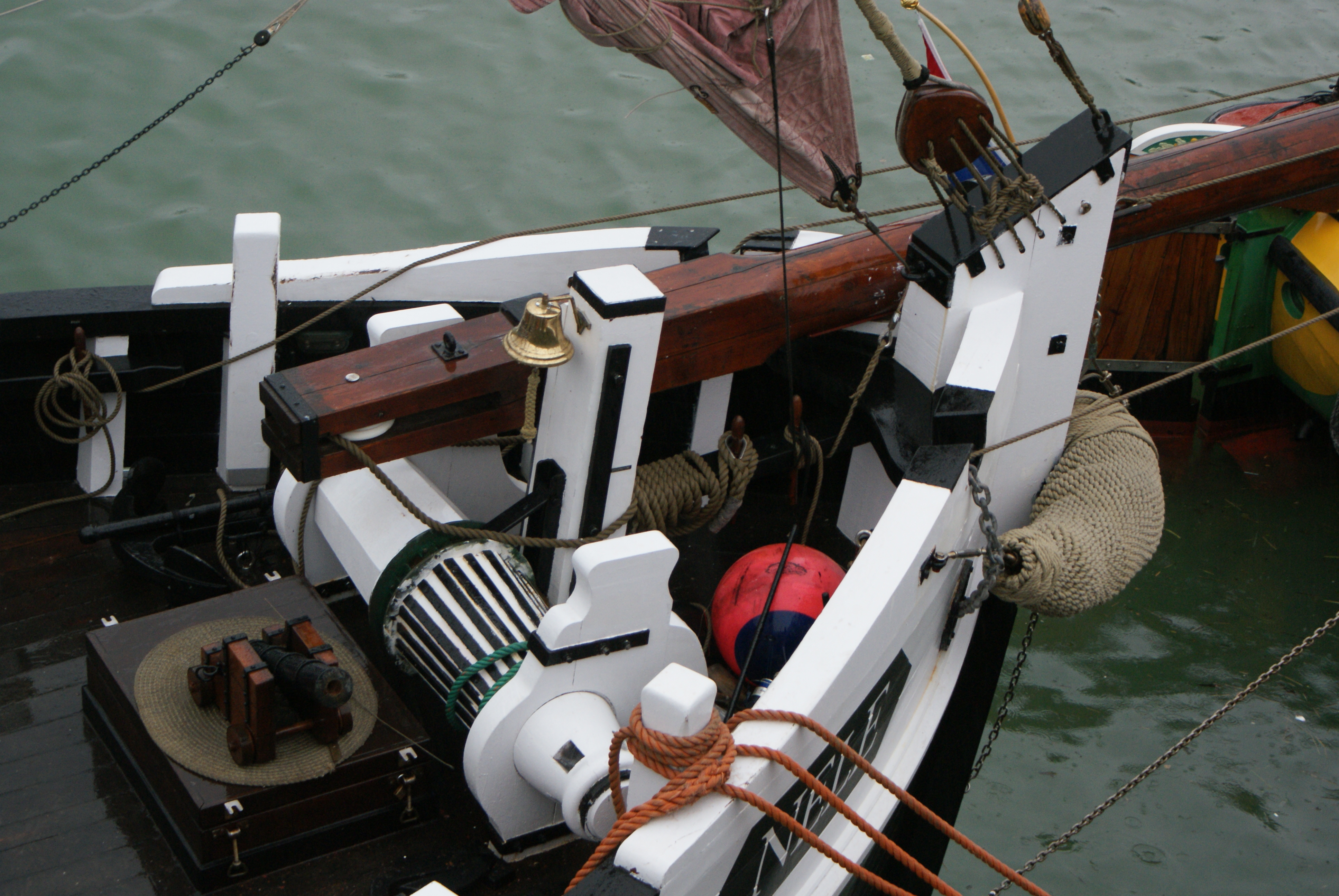
2009 - Sur le pont avant : un petit canon et la cloche de brume
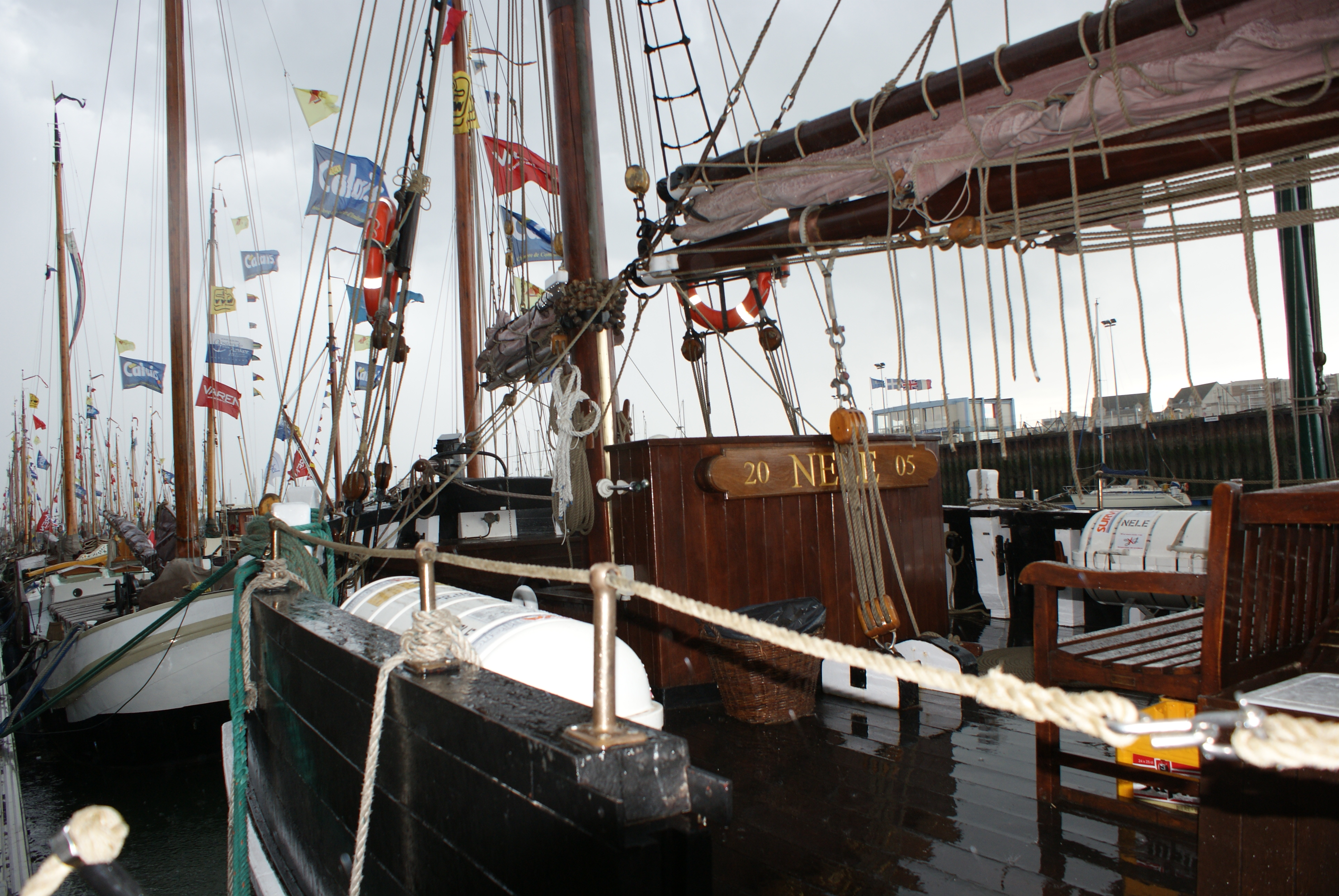
2009 - Détail du pont arrière
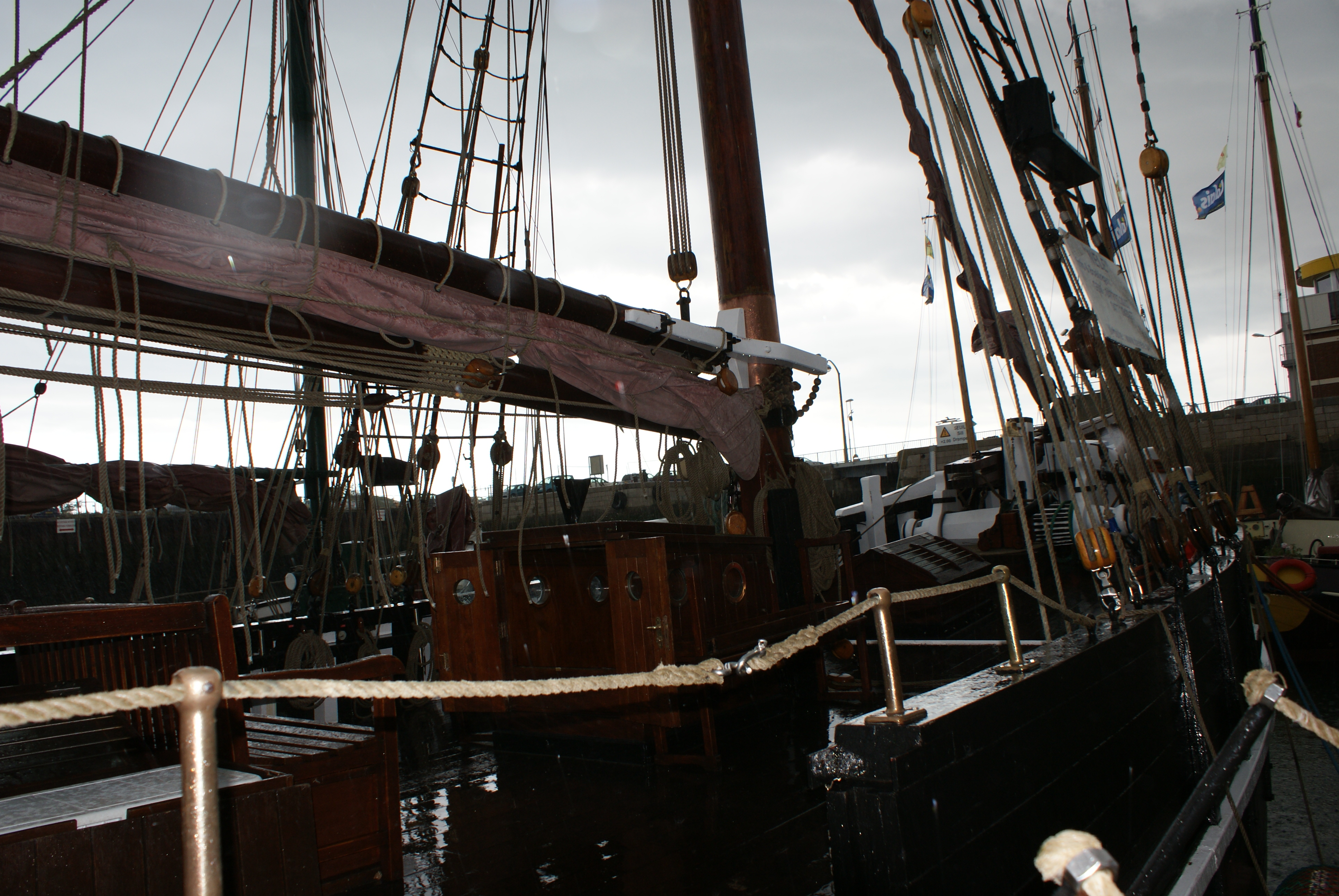
2009 - Détail du pont central